# Laurent Dona Fologo
Laurent Dona Fologo est un homme politique ivoirien, né le 12 décembre 1939 à Péguékaha (département de Sinématiali), dans le nord du pays, et mort le 5 février 2021 à Abidjan.

## Biographie
Laurent Dona Fologo nait à Péguékaha le 12 décembre 1939. Il étudie l'histoire à l'Université d'Abidjan en 1961-1962 puis rejoint la France, où il suit des études de journalisme au Centre International d’Enseignement Supérieur de Journalisme de l’UNESCO puis à l'École supérieure de journalisme de Lille (38e promotion), Laurent Dona Fologo est le premier rédacteur en chef du journal Fraternité Matin, dont il devient par la suite directeur. 
Il est ministre dans plusieurs gouvernements de Félix Houphouët-Boigny et secrétaire général de l'ancien parti unique, le Parti démocratique de Côte d'Ivoire. 
En 2002, puis en 2003, dans le cadre de la crise politico-militaire que traverse le pays, il participe aux négociations de Lomé sous l’égide de la CEDEAO, puis aux négociations de Linas-Marcoussis au titre de représentant du PDCI et a signé les accords Kléber[réf. à confirmer],[réf. nécessaire].
De 2000 au 19 mai 2011, il est président du Conseil économique et social (CES).
Laurent Dona Fologo est mort à Abidjan le 5 février 2021 à l'âge de 81 ans du COVID-19,.